# Ski-O (Orientació amb esquis)
L'Esquí Orientació (SkiO) és una cursa amb esquís i camp a través que es practica a l'hivern i sobre la neu. És una de les quatre disciplines d'Orientació que reconeix la IOF. Un bon esquiador d'orientació combina un alt físic resistència, força i excel·lent tècnica d'esquí de fons, amb habilitats de navegació i d'eleccions de ruta mentre esquia a una velocitat alta.
S'utilitzen mapes d'orientació, però amb sobreimpressió verda especial de corriols, camins i pistes per indicar el seu grau de transitabilitat; altres símbols indiquen si qualssevol carreteres són cobertes de neu o no. La tàctica de navegació és similar al MTBO.
S'utilitzen esquis de fons, juntament amb un suport de mapa subjectat al pit.
A Catalunya és una de les disciplines que depenen de la Federació de Curses d'Orientació de Catalunya, però més enllà d'alguna prova puntual, no s'ha fet mai cap competició ni campionat oficial.
A nivell estatal, depèn de la Federación Española de Deportes de Orientación

## Esdeveniments
Són dissenyats per provar la força física i habilitats de navegació dels atletes. Els Esquiadors d'Orientació utilitzen el mapa i la brúixola per navegar per una xarxa de pistes d'esquí densa, per tal de visitar un número de punts de control en el mínim temps possible. La xarxa de pistes és impresa en el mapa, i no hi ha ruta marcada en el terreny. Els punts de control han de ser visitats en l'ordre correcte. El mapa dona tota la informació que necessita el corredor per tal de decidir quina ruta és la més ràpida, incloent la qualitat i amplada de les pistes. L'atleta ha de prendre moltes decisions d'elecció de la ruta a velocitat alta durant cada cursa: una manca lleu de concentració per just un segon pot costar la medalla. El rellotge és el jutge: el temps més ràpid guanya. La targeta electrònica verifica que l'atleta ha visitat tots punts de control en l'ordre correcte.
Competicions internacionals
World Ski Orienteering Championships és l'esdeveniment oficial per atorgar els títols de Campions Mundials. Els Campionats Mundials s'organitzen cada any. El programa inclou Esprint, Mig i Distància Llarga, i un Relleu per ambdós homes i dones.
La Copa Mundial és la sèrie oficial d'esdeveniments per trobar el millor del món. La Copa Mundial és organitzada cada any.
Junior World Ski Orienteering Championships i el World Masters Ski Orienteering Championships són organitzats anualment.
L'esport es practica a 4 continents. Els esdeveniments tenen lloc en l'entorn natural, sobre una varietat de terrenys exteriors, de parcs de ciutat a camps, boscos i muntanya - on sigui que hi hagi neu.

## Equipament

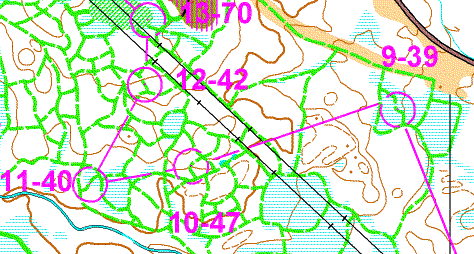
Esquí orienteering mapa

Una persona que participa en competicions d'esquí orientació és equipat amb:
- La roba adequada per esqui de fons, botes i pals d'esquí. A més del portamapes de pit.

- Un mapa d'Ski-O és proporcionat per l'organitzador, mostrant els punts de control que han de ser visitat per ordre. El mapa és dissenyat per donar tota la informació i cobrir les necessitats del competidor a l'hora de decidir quina ruta és la més ràpida, així com la qualitat de les pistes, gradient i distància. Les línies verdes en el mapa mostren la facilitat o dificultat per córrer en esquís. Depenent del gruix i continuïtat de les línies, el corredor pot prendre decisions sobre quina ruta és la més ràpida entre punts de control.[4]
- Portamapes: subjectat al pit fa possible veure el mapa mentre s'esquia a tota velocitat.
- Opcionalment una brúixola és subjecta al portamapes o al braç de l'esquiador .
- Un xip de marcació electrònic.